# Květen 2013
2. května – čtvrtek
 Vesmírná loď SpaceShipTwo (SS2), s níž chce soukromá společnost Virgin Galactic pořádat komerční výlety mimo zemskou atmosféru, poprvé a úspěšně vyzkoušela za letu raketový motor. Stroj při dlouho odkládaném testu nakrátko překonal rychlost zvuku, kterou bude potřebovat k vystoupání do výšky nad 100 kilometrů.
3. května – pátek
 Přes sto lidí zemřelo ve zříceném dole na zlato v súdánském Dárfúru. Mezi oběťmi je i devět záchranářů, kteří se snažili horníky vyprostit.
4. května – sobota
 Částí provincie Modena na severu Itálie se prohnalo tornádo. Bylo zraněno minimálně 11 osob a řádění přírodního živlu si vyžádalo značné škody na majetku.
5. května – neděle
 Letoun na solární energii Solar Impulse absolvoval první část přeletu území USA, když po 18,5 hodinách letu absolvoval trasu ze San Franciska v Kalifornii do arizonského Phoenixu.
7. května – úterý
 Vláda USA ústy prezidenta Baracka Obamy poprvé otevřeně obvinila čínskou armádu a čínskou vládu z vedení stále častějších kybernetických útoků proti počítačovým systémům vládních úřadů a firem pracujících pro americkou vládu s cílem získat utajované údaje vojenského charakteru.
9. května – čtvrtek
 Sdružení provozovatelů solárních elektráren International PhotoVoltaic Investors Club (IPVIC) oficiálně oznámilo zahájení arbitráže proti Česku. Investoři požadují odškodné za finanční újmu, kterou jim údajně způsobilo zavedení odvodu ve výši 26 % z výnosů ze solárních elektráren.
10. května – pátek
 Z trosek po zřícení osmipatrové budovy textilní továrny ve městě Savar v Bangladéši ještě po 17 dnech záchranáři vyprostili živou ženu. Největší průmyslová katastrofa v dějinách země si vyžádala přes tisíc mrtvých. Více než 2500 lidí se podařilo zachránit.
 V Ženevě bylo oznámeno, že se zástupci členských států Stockholmské úmluvy dohodli na zařazení hexabromcyklododekanu na seznam regulovaných látek určených k eliminaci.[nedostupný zdroj]
11. května – sobota
 V Pákistánu probíhají parlamentní volby, poznamenané násilnostmi. Tálibán volby bojkotuje a plánuje je narušit sebevražednými útoky.
 Bývalý guatemalský diktátor Efraín Ríos Montt byl odsouzen k 80 rokům vězení za genocidu a zločiny proti lidskosti spáchané během občanské války v roce 1982.
14. května – úterý
 Česká hokejová reprezentace porazila na Mistrovství světa v ledním hokeji 2013 mužstvo Norska poměrem 7:0 a zajistila si tak postup do čtvrtfinále.
15. května – středa
 Fotbalista Petr Čech se po Vladimíru Šmicerovi stal druhý českým hráčem, jenž vyhrál obě evropské klubové soutěže – Ligu mistrů i Evropskou ligu.
 Nigerijský prezident Goodluck Jonathan kvůli útokům sekty Boko Haram vyhlásil výjimečný stav ve státech Adamawa, Borno a Yobe.
16. května – čtvrtek
 Zemřel švýcarský fyzik Heinrich Rohrer, držitel Nobelovy ceny za fyziku za rok 1986.
 V Praze zemřel prognostik, ekonom a politik Valtr Komárek.
17. května – pátek
 Ve vězení zemřel bývalý argentinský diktátor Jorge Rafael Videla, který stál v čele vojenské junty vládnoucí během období tzv. špinavé války.
19. května – neděle
 Švédská hokejová reprezentace porazila ve finále Mistrovství světa v ledním hokeji 2013 mužstvo Švýcarska poměrem 5:1 a získala tak zlatou medaili a celkově 9. titul mistrů světa. Třetí skončil výběr Spojených států amerických.
20. května – pondělí
 Americkým státem Oklahoma se přehnalo mimořádně silné, devastující tornádo. Vír dosahoval místy šířky 3 kilometrů a pohyboval se rychlostí až 320 kilometrů v hodině. Živel si vyžádal nejméně 24 mrtvých a 240 zraněných, z nichž je mnoho v kritickém stavu, včetně řady dětí.
 Ve věku 74 let zemřel v německém Rosenheimu americký hudebník Ray Manzarek, spoluzakladatel skupiny The Doors.
21. května – úterý
 V České republice někdo vykradl kamion s věcmi na výstavu americké herečky Marilyn Monroe. Podle informací organizátorů výstavy šlo o součást větší krádeže, při které bylo vykradeno kolem 20 kamionů se zbožím putujícím do Česka z Itálie. Není jisté, zda se výstava na Pražském hradě uskuteční.
23. května – čtvrtek
 Pražské zastupitelstvo v tajném hlasování odvolalo primátora Bohuslava Svobodu (ODS), náměstka primátora a radního pro dopravu Josefa Noska (ODS) a radní pro majetek Aleksandru Udženiju (ODS). Náměstci Ivan Kabický a Radek Lohynský následně rezignovali na své funkce v radě.
 Protikorupční policie navrhla obžalovat dva bývalé zaměstnance Energetického regulačního úřadu a další 3 lidi, kteří podle ní chtěli neoprávněně získat licenci na provoz fotovoltaické elektrárny.
24. května – pátek
 V České republice a dalších evropských zemích proběhla Noc kostelů.
25. května – sobota
 Řádění žhářů se ze Stockholmu rozšířilo i do řady dalších švédských měst. Výtržnosti, spojované s mladými nezaměstnanými imigranty, začaly asi před týdnem, kdy policisté zastřelili staršího muže, který jim vyhrožoval mačetou.
26. května – neděle
 Francouzští celníci zabavili 1,2 milionu dávek padělaného aspirinu z Číny. Jde o největší objevené množství falešných léků, jaké bylo kdy ve Francii i celé Evropské unii zabaveno. Prášek se skládal převážně z glukózy a neobsahoval žádné aktivní látky.
27. května – pondělí
 Série nejméně 11 pumových útoků zasáhla v pondělí šíitské čtvrti Bagdádu. O život přišlo nejméně 75 lidí a více než 200 osob bylo zraněno. Za pachatele jsou obecně považováni Sunnitští islamisté, jejichž agresivita v Iráku neustále stoupá.
28. května – úterý
 Podpisem smluv za stovky miliónů eur v Petrohradu za účasti premiéra Petra Nečase vyvrcholila česko-ruská obchodní konference. Při své návštěvě Ruska se premiér setkal s ruským prezidentem Vladimirem Putinem i premiérem Dmitrijem Medveděvem a došlo k podpisu řady významných obchodních kontraktů.
29. května – středa
 V sibiřském permafrostu byl nalezen doposud nejlépe zachovalý pozůstatek mamuta. Uhynulá samice se přibližně před 10 000 lety propadla do bažiny, kde poté její tělo zamrzlo a kvalitně se v něm uchovala řada vzorků tkání a orgánů, ale i tekutá krev.